# Saastna
Saastna is een plaats in de Estlandse gemeente Lääneranna, provincie Pärnumaa. De plaats heeft de status van dorp (Estisch: küla).
Tot in oktober 2017 viel Saastna onder de gemeente Lihula, provincie Läänemaa. In die maand werd Lihula bij de gemeente Lääneranna in de provincie Pärnumaa gevoegd.
De plaats ligt op een schiereiland in de Baai van Matsalu.

## Bevolking
Het dorp had 19 inwoners op 31 december 2011 en 18 inwoners op 31 december 2021.